# N-323
La  N-323  o carretera de Sierra Nevada es la antigua carretera que iba de Bailén a Motril, pasando por las ciudades de Jaén y de Granada, entre otros sitios. Su nomenclatura europea era  E-902 . Discurría enteramente por las provincias de Jaén y Granada. Ha sido sustituida en su totalidad por la autovía de Sierra Nevada  E-902   A-44 , y el trazado original de la carretera, donde se conserva aún, se denomina carretera N-323 o N-323a, sirviendo como vía de servicio de la citada autovía.
Entre Mengíbar y Campillo de Arenas, en la provincia de Jaén, discurría por el valle del río Guadalbullón. En su parte final, ya cerca de la Costa Granadina, los tramos existentes discurren paralelos al curso del río Guadalfeo.
La N-323 empieza en Bailén, en la antigua variante de la  N-IVa  alrededor de dicha ciudad, y su trazado original termina en el puerto de Motril, pocos kilómetros después de cruzarse con la carretera  N-340  (Cádiz-Barcelona).

## Recorrido

### Provincia de Jaén
El recorrido que sigue la carretera mayoritariamente es de norte a sur.
Entre Bailén y Jaén existen 33 kilómetros ininterrumpidos, que discurren paralelos a la  A-44  y junto a las vegas del Guadalbullón.
Junto al río Guadiel, en el p.k. 8, parte hacia el noroeste la  A-302  hacia Jabalquinto y Linares.
Desde la década de 1980, existe una variante de 5 km al este de Mengíbar, entre los p.k 13 (junto al río Guadalquivir) y 18. Anteriormente, la carretera entraba como travesía dentro de esta ciudad, siendo ese tramo denominado en la actualidad como  A-6004 . En este tramo antiguo se pueden apreciar mojones kilométricos del pasado, conservados dentro del entorno urbano de la ciudad.
En el p.k 14, junto al acceso este a la ciudad de Mengíbar, parte desde una rotonda hacia el este la  A-6000 , hasta Villargordo, Torrequebradilla, Vados de Torralba y la autovía del Olivar. Desde la misma rotonda hacia el oeste, sirviendo de eje transversal dentro de la localidad, se dirige la  A-6076 , hacia Cazalilla, Espeluy y Villanueva de la Reina.
Hasta 2023, era el único acceso al Parque Científico Tecnológico Geolit, a la altura del p.k. 18. En la actualidad ya existe una conexión entre el Parque, la  A-6004  y la  A-44 , en el citado punto kilométrico.
Sobre el p.k 21, la carretera entra como travesía en Las Infantas, barrio de la ciudad de Jaén. Desde la travesía parte la  JA-3100 , hasta Villargordo.
Entre los p.k. 22 y 33 existen numerosos accesos a entidades colindantes, como un hotel-restaurante, la aldea de Grañena, el Centro Penitenciario Jaén II, o el Parque Empresarial Nuevo Jaén donde irá ubicado el CETEDEX.
A partir del p.k 33 la carretera deja de existir como tal, y sobre su recorrido original se erige el vial  J-12  que da acceso a la capital jiennense. De éste se desvía hacia el oriente la variante norte de Jaén por la N-323, inaugurada en la década de 1980, y que sirve de acceso al campus principal de la Universidad de Jaén, varios centros comerciales y barrios periféricos de la ciudad, así como Puente Tablas. Conecta al este de la ciudad con la avenida de Granada, tramo primigenio de la N-323 sobre el que discurre hoy el vial  J-14  que brinda acceso al Palacio de Deportes Olivo Arena, la Institución y Recinto Ferial de Jaén, el casco histórico, la Catedral y el Castillo, y la  A-6050  hasta Los Villares, Valdepeñas de Jaén y Castillo de Locubín.
A partir de ese punto, la carretera se dirige al sureste, conectando con la  A-6001  (antigua  N-321 ) hacia la autovía  A-316  en su rumbo al noreste de la provincia. Desde ahí y durante los siguientes 20 km enlaza con varias vías de inferior orden que se dirigen a La Guardia de Jaén,  Pegalajar y Cárcheles, así como la  A-324  (antigua  N-324 ) hacia Cambil y Huelma. Al estrecharse el valle del Guadalbullón (p.k. 65), la N-323 deja de tener continuidad y la  A-44  se construye sobre varios de sus tramos antiguos. 
Entre Campillo de Arenas y Noalejo existe un tramo antiguo, separado de la autovía, que fue transferido a la Junta de Andalucía como  A-6026 . A continuación, se vuelve a unir a la autovía.

### Provincia de Granada

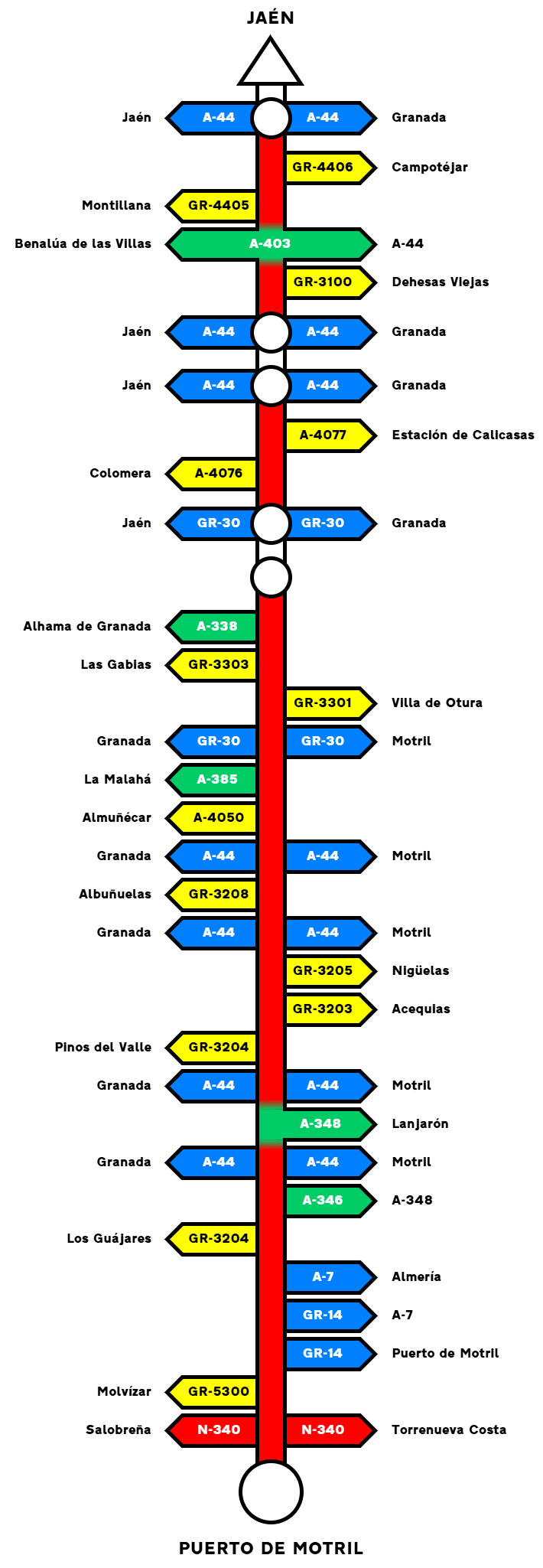
Itinerario de la N-323 en la provincia de Granada, junto a sus conexiones correspondientes.

Vuelve a separarse ya en la provincia de Granada, a la altura de Campotéjar. Varios de los tramos de nueva construcción en las décadas de 1980 y 1990 se sustituyeron por la  A-44 , desviándose de ésta el itinerario original. Al superar Campotéjar, pasa por la Venta de Andar, cruzándose en dicho lugar con la  A-403 , que se dirige por el oeste hacia la localidad jiennense de Alcalá la Real. Desde ese punto, a través del Puerto del Zegrí (1070 m) alcanza el enlace entra la  A-44  y la  A-308 , que en dirección sureste llega a Iznalloz y a la  A-92 , que a su vez permite alcanzar Almería y Murcia. Tras dar acceso a un área de servicio contigua al enlace, la N-323 vuelve a unirse a la autovía.
Se separa una vez más en el entorno de Los Arenales, rodeando el embalse del Cubillas por el oeste, brindando acceso a la  GR-3412  al oeste hacia Pinos Puente, y la  A-4026  hacia el norte en dirección Colomera. Se une a la Primera Circunvalación de Granada  GR-30  en El Chaparral.

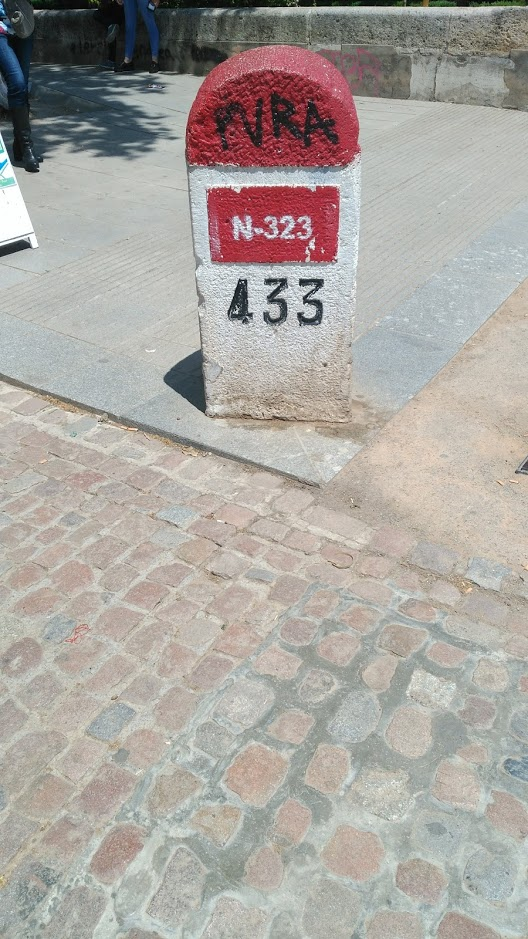
Mojón kilométrico de la antigua N-323 a su paso por Granada capital, junto al Puente Romano.

Vuelve a tomar un rumbo alternativo al de la autovía entre Granada capital y Armilla, junto al centro comercial Nevada Shopping y el cruce de la  GR-30  con la  A-395 , la cual se dirige hacia la Alhambra y Sierra Nevada. Entra como travesía en Armilla y sale hacia el sur en dirección a Alhendín y Otura. 
Hacia el sur, en el Puerto del Suspiro del Moro, deja al oeste la  A-4050 , que se dirige hacia Lentegí, Otívar, Jete y Almuñécar. La N-323, quedando al este de la  A-44 , pasa por las travesías de El Puntal, Padul y Dúrcal, quedando al suroeste el acceso a Cozvíjar por la  GR-3208 , así como al este la  GR-3203  a Acequias y la  GR-3205  a Nigüelas.
Continúa hacia el sur encontrándose en Talará, Lecrín, Chite y Béznar, este último dando nombre al embalse que queda al sur de la carretera.
Al pasar el embalse, enlaza con la  A-44  y la  A-348 , esta última se dirige hacia Tablate y Lanjarón. En un tramo de sinuosas curvas al este de la autovía y el embalse, alcanza Ízbor, punto donde concluía el trazado de la  A-44  entre 2002 y 2009.
Desde Ízbor comienza un largo tramo en el que la carretera presenta una disposición 2+1 hasta Vélez de Benaudalla, bordeando por el oeste el Embalse de Rules. Hasta 2009 fue la única alternativa solvente para alcanzar la costa granadina desde Ízbor.
En Vélez de Benaudalla parte la  A-346  hacia La Alpujarra, que queda al este, y la  A-4133 , que entra dentro del pueblo y, tomando rumbo al sur, alcanza Motril a través de La Gorgoracha.
La N-323 se estrecha pasando de nuevo a una configuración de 2 carriles, y tomando pronunciadas curvas junto al curso del Río Guadalfeo. Hasta la inauguración del tramo final de la  A-44  en 2008, en los meses estivales se utilizaban conos para delimitar 3 carriles y facilitar el flujo de tráfico, idea que no gozó de éxito, en virtud de las retenciones de hasta 15 km que se llegaron a generar durante los fines de semana.
En este tramo pasa por La Bernardilla y brinda acceso a Los Guájares por la   GR-3204 .
Tras superar el Tajo de los Vados, conecta con la  A-7  en dirección este, la cual, después de enlazar con el final de la  A-44 , se dirige a Almería. Asimismo, en el punto de enlace entre la N-323 y la  A-7  existe, desde 2008, la autovía urbana  GR-14 , que discurre paralela.
Al oeste de la carretera nacional, sale la  GR-5300 , hacia Lobres y la vertiente oeste de la  A-7  hacia Málaga y Algeciras.
Posteriormente, enlaza con la  N-340  en un cruce a distinto nivel. Hacia el oeste se alcanza Salobreña y Almuñécar, y al este queda Motril. Justo después de este enlace surge un ramal por el sur que conduce a la urbanización Playa Granada. 
Siguiendo en línea recta hacia el suroeste alcanza el puerto de Motril, donde finaliza el trazado en el p.k. 194.